# Víctor Marchena
Víctor Manuel Marchena Navarro (22 septembre 1914 – 6 juin 1981) est un footballeur péruvien qui jouait au poste de gardien de but.

## Biographie
Víctor Marchena est l'un des gardiens les plus emblématiques du Sport Boys de Callao, sa ville natale. Il y est sacré deux fois champion du Pérou dans les années 1930 (1935 et 1937). Après un bref passage par l'Atlético Chalaco, le grand rival de Sport Boys, il revient au sein de ce dernier club en 1942 et est sacré champion pour la troisième fois. Il y reste jusqu'en 1945, année où il met fin à sa carrière. 
International péruvien, Víctor Marchena participe aux  Jeux olympiques de 1936 à Berlin comme doublure de Juan Valdivieso. En 1938, il remporte avec le Pérou les Jeux bolivariens, compétition où il honore sa seule cape en équipe nationale, contre l'Équateur, le 11 août 1938 (victoire 9-1).

## Palmarès
| Sport Boys - Championnat du Pérou (3) : - Champion : 1935, 1937, 1942. |  | Pérou - Jeux bolivariens (1) : - Vainqueur : 1938. |